# Rubus australis
Rubus australis — вид квіткових рослин із родини трояндових (Rosaceae).

## Біоморфологічна характеристика
Це сильно розгалужена дводомна ліана або лоза зі стеблами довжиною до 10 метрів і більше. Первинні стебла зрілих ліан діаметром до 10 см, круглі в перерізі, голі, неозброєні, молоді гілки дрібно запушені, з віком стають голими (ювенільні лози часто з голими стеблами), в іншому випадку вкриті численними з широкою основою, тонкими, червонуватими, вигнутими колючками. Прилистки дрібні. Молоде листя містить 3 чи 5 часточок, ніжки до 60 мм завдовжки; листки дорослих пальмуваті, містять 3 чи 5 часточок, ніжки 30–50 мм, пластинка 30–50 × 10–35 мм, від еліптичної до яйцюватої або субкулястої форми, від гострих до тупих, основа від закругленої до косої, краї грубі й часто нерівномірно зазубрені, низ блідіший. Суцвіття — сильно розгалужена волоть до 20 см у довжину (іноді вузька малоквіткова китиця), гілочки і квітконіжки більш-менш дрібно запушені. Квітки від білих до кремових, рідкісно рожевуваті. Чашолистки 2–4 мм завдовжки, яйцеподібні, тупі, запушені; пелюстків 5, 3–6 мм завдовжки, від яйцеподібних до широко яйцеподібних. Плоди в діаметрі 9 мм, кістянок 8–15 (або більше), від жовтувато до оранжево-червоних. 2n = 28. Період цвітіння: серпень — жовтень; період плодоношення: грудень — квітень.

## Ареал
Ендемік Нової Зеландії (включно з островом Стюарт).
Зростає від узбережжя до гір. Зазвичай росте в лісі, але також у чагарниках, і часто на околицях або всередині водно-болотних угідь.

## Використання
Квіти мають солодкий аромат. Плоди вживають сирими чи вареними. Сік можна використовувати як напій.
Відвар кори приймають для лікування сильного болю в животі (діє як сильне проносне). Кора кореня в'яжуча, цінна як засіб від діареї та дизентерії. Настій з листя приймають невеликими дозами для зняття закладеності в грудях, сильного кашлю і навіть болю в горлі. Листя розжовують, а потім ковтають, щоб полегшити біль у животі.